# 錫納尼察山

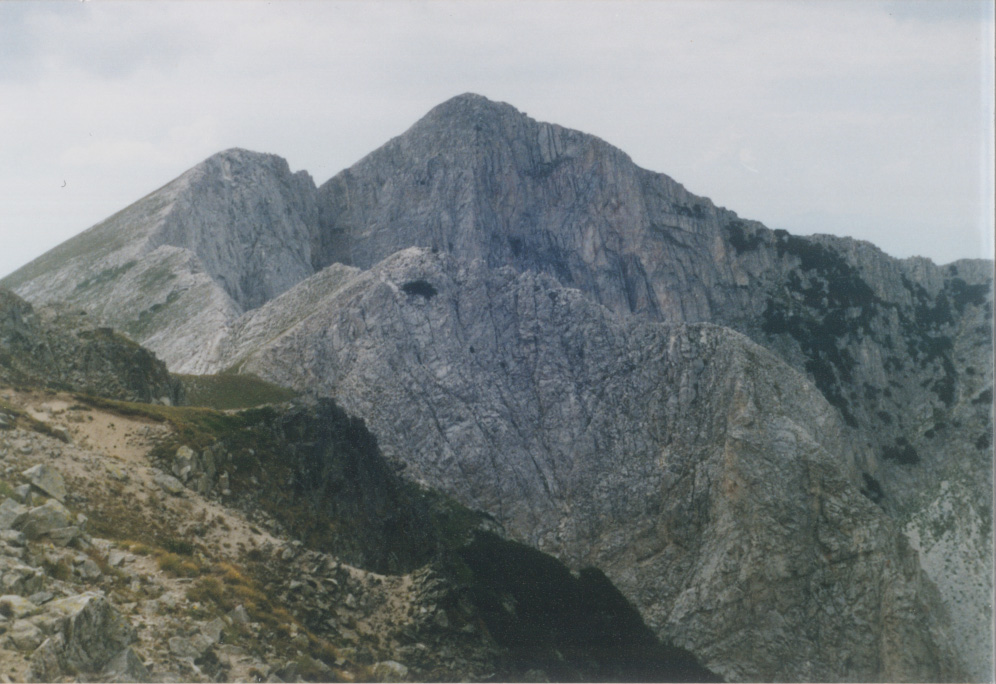

錫納尼察山是保加利亞的山峰，位於該國西南部，處於布拉戈耶夫格勒州，屬於皮林山脈的一部分，海拔高度2,516米，每年平均降雨量1,155毫米。